# Яшнево
Яшнево — деревня в Череповецком районе Вологодской области.
Входит в состав Мяксинского сельского поселения, с точки зрения административно-территориального деления — в Мяксинский сельсовет.
Расстояние по автодороге до районного центра Череповца — 32 км, до центра муниципального образования Мяксы — 4 км. Ближайшие населённые пункты — Григорево, Михалево, Лаврово.
По переписи 2002 года население — 1 человек.